# Sadovi (Pàvlovski)
Sadovi - Садовый (rus) - és un khútor del krai de Krasnodar, a Rússia. És sobre el riu Kalabatka, afluent del Kuban, a 22 km al nord-oest de Krimsk i a 86 km a l'oest de Krasnodar. Pertany al municipi de Pàvlovski.